# Teódoto de Ancira
Teódoto de Ancira (m. 446) foi um teólogo do Século V e bispo de Ancira (atual Ankara, Turquia). Ele esteve no Primeiro Concílio de Éfeso em 431, durante o reinado do imperador bizantino Teodósio II (r. 408–450). Embora tenha apoiado a heresia nestoriana de Nestório, bispo de Constantinopla, Teódoto, no concílio, apoiou o Patriarca de Alexandria Cirilo em sua condenação à Nestório. Teódoto foi, por sua vez, condenado pelos nestorianos em 432 no sínodo de Tarso.
As obras de Teódoto incluem uma explicação do credo de Niceia, no qual ele afirma que os pontos de vista de Nestório já tinham sido condenados pelo primeiro concílio de Niceia, em 325. Dois sermões sobre o Natal e um sobre a "festa das luzes" (em honra à Virgem Maria) são testemunhas importantes da existência destas festas já no início do século V Uma obra perdida, em seis volumes, refutando Nestório foi citada no segundo concílio de Niceia, em 787.